# 大分市立竹中小学校
大分市立竹中小学校（おおいたしりつ たけなかしょうがっこう）は、大分県大分市大字竹中にある公立小学校である。

## 概要
竹中小学校の校区は、大分市の南部にある大南地区（旧大南町）の中でも南西部に位置しており、本宮山の東麓に、大野川の左岸とその支流の河原内川に沿って広がっている。校区の端から端までは約15kmもの距離があり、校地から離れた地区からの通学にはスクールバスが使用されている。
過疎化及び高齢化の進展によって児童数は減少傾向にある。現在の全校児童数は約40人で、全4学級の一部複式学級となっている。
本校の校区は竹中中学校と共通しており、本校の卒業生は、私立中学への進学者などを除き、ほとんどが竹中中学校に進学する。

## 沿革
- 1873年（明治6年） - 開校。
- 1954年（昭和29年）4月 - 竹中村が合併して大南町となったのに伴い、大南町立竹中小学校となる。
- 1963年（昭和38年）3月 - 大南町が合併し大分市となったのに伴い、大分市立竹中小学校となる。
- 1992年（平成4年）4月 - 大分市立河原内小学校と合併[1]。

## 通学区域
竹中、端登の一部、河原内、安藤

## アクセス
- 鉄道：JR九州豊肥本線竹中駅

## 著名な出身者
- 南こうせつ - 歌手